# Otec vlasti
Otec vlasti (lat. Pater patriae) byl ve starověku titul římských císařů. Vůbec poprvé ho obdržel senátor Marcus Tullius Cicero, po něm pak Gaius Julius Caesar.
Později tak byli v souladu s tradicí titulováni středověcí panovníci. U českých panovníků je to poprvé doloženo v případě knížete Soběslava I. Současná česká historiografie tento titul obvykle spojuje s císařem Karlem IV., čímž oceňuje přínos jeho osobnosti pro český stát. Poprvé toto označení použil v pohřební řeči jeho přítel Vojtěch Raňkův z Ježova, profesor na pařížské Sorboně.
Stejně tak se někdy toto označení používá pro Františka Palackého, obvyklejší však je otec národa.
I jiné země mají své „Otce vlasti“:
| Jméno                 | Země           | Zásluhy | Působení / vláda  | Život |
| --------------------- | -------------- | --- | ----------------- | ----- |
| Muhammad Záhir Šáh    | Afghánistán    | Poslední král Afghánistánu vládnoucí po čtyřicet let. | 1933–1973         |       |
| Aung San              | Barma          | Revolucionář a zakladatel novodobého Myanmaru (dříve Barmy). Byl zavražděn šest měsíců před vyhlášení nezávislosti Barmy na Velké Británii. Jeho dcera Aun Schan Su Ťij získala v roce 1991 Nobelovu cenu míru. |                   |       |
| Sunjatsen             | Čína           | Prezident Číny a až do své smrti hlavní představitel Kuomintangu. Je uznáván jako otec národa jak v Číně, tak na Tchaj-wanu.                                                                                    |                   |       |
| Ante Starčević        | Chorvatsko     | Nacionalistický chorvatský politik a spisovatel 19. století. |                   |       |
| Mahátma Gándhí        | Indie          | Politický a duchovní vůdce Indie a indického hnutí za nezávislost. Indickou vládou mu byl udělen oficiální titul otec národa.                                                                                   |                   |       |
| Michael Collins       | Irsko          | Politik a velitel během irské války za nezávislost, zakladatel Irské republikánské armády. |                   |       |
| Jón Sigurðsson        | Island         | Vůdce islandského hnutí za nezávislost (na Dánsku). Jeho narozeniny se slaví jako islandský státní svátek. |                   |       |
| Nelson Mandela        | Jižní Afrika   | Bojovník proti apartheidu a prezident Jihoafrické republiky. Držitel Nobelovy ceny míru z roku 1993. | 1994–1999         |       |
| Ibrahim Rugova        | Kosovo         | Je považován za otce vlasti v Kosovu. |                   |       |
| Tunku Abdul Rahman    | Malajsie       | První premiér země po zisku nezávislosti. |                   |       |
| Miguel Hidalgo        | Mexiko         | Revoluční vůdce, který bojoval za nezávislost na Španělsku na začátku 19. století. |                   |       |
| Vilém Oranžský        | Nizozemí       | Vůdce nizozemské revoluce proti španělské nadvládě v osmdesátileté válce. |                   |       |
| Einar Gerhardsen      | Norsko         | Poválečný premiér Norska, který v úřadě strávil rekordních 17 let. |                   |       |
| Muhammad Alí Džinnáh  | Pákistán       | Zakladatel novodobého Pákistánu a na rok hlava státu. Pákistánská vláda mu udělila oficiální titul Baba-e-Qaum (otec vlasti).                                                                                   |                   |       |
| Jásir Arafat          | Palestina      | Spoluzakladatel a předseda Organizace pro osvobození Palestiny i její čelní složky, hnutí Fatah. |                   |       |
| Petr I. Veliký        | Rusko          | Reformní ruský car. Za jeho vlády se Rusko značně modernizovalo a přiblížilo západoevropským státům. | 17. a 18. století |       |
| Lee Kuan Yew          | Singapur       | Dovedl Singapur k nezávislosti a byl jeho prvním předsedou vlády. | 1959–1990         |       |
| Donald Dewar          | Skotsko        | Historicky první First Minister (hlava skotské vlády) | 1999–2000         |       |
| Gustav I. Vasa        | Švédsko        | Švédský král | 1523–1560         |       |
| Mustafa Kemal         | Turecko        | Armádní důstojník, zakladatel Turecké republiky a její první prezident. |                   |       |
| José Gervasio Artigas | Uruguay        | Bojovník za uruguayskou nezávislost proti Španělsku a Portugalsku. |                   |       |
| George Washington     | USA            | Vůdce Kontitentální armády v americké válce za nezávislost a zároveň první prezident USA. Jeho titul v angličtině zní Father of our Country.                                                                    | 1789–1797         |       |
| Xanana Gusmão         | Východní Timor | První prezident země (2002–2007) a od roku 2007 premiér. | 2002–2007+        |       |